# Benthe Boonstra
Benthe Charlotte Gezineke Boonstra (* 21. November 2000 in Bemmel) ist eine niederländische Ruderin. Sie wurde 2023 Weltmeisterin und 2024 Olympiasiegerin im Vierer ohne Steuerfrau.

## Sportliche Karriere
Benthe Boonstra trat 2019 erstmals im Ruder-Weltcup an. Bei den U23-Weltmeisterschaften 2019 siegte sie mit dem niederländischen Achter. Zwei Jahre später wurde sie bei den U23-Weltmeisterschaften 2021 Siebte im Einer. In ihrem ersten Jahr in der Erwachsenenklasse trat Boonstra 2022 in mehreren Bootsklassen an. Bei den Europameisterschaften in München wurde sie mit dem Achter Dritte hinter den Rumäninnen und den Britinnen. Zusammen mit Marloes Oldenburg, Hermijntje Drenth und Tinka Offereins startete sie auch im Vierer ohne Steuerfrau und belegte den fünften Platz. Einen Monat später bei den Weltmeisterschaften in Račice u Štětí wurden die vier Niederländerinnen im Vierer Zweite hinter den Britinnen und mit dem Achter Zweite hinter den Rumäninnen. 2023 konzentrierten sich die vier Niederländerinnen auf den Vierer und wurden Dritte bei den Europameisterschaften in Bled. Drei Monate später bei den Weltmeisterschaften in Belgrad siegten die Niederländerinnen mit anderthalb Sekunden Vorsprung vor den rumänischen Europameisterinnen. Ein Jahr später bei den Olympischen Spielen in Paris gewannen Oldenburg, Drenth, Offereins und Boonstra mit 0,18 Sekunden Vorsprung vor den Britinnen.
Benthe Boonstra startet für die AASR Skøll.